# Nicolas Limbach
Nicolas Limbach (ur. 29 grudnia 1985 w Eupen) – niemiecki szablista, wielokrotny medalista mistrzostw świata.
W 2005 roku zdobył złote medale indywidualnie i drużynowo na mistrzostwach świata juniorów w Linzu.
Podczas mistrzostw świata w Petersburgu w 2007 roku wywalczył brązowy medal w turnieju indywidualnym. Wyprzedzili go jedynie Rosjanin Stanisław Pozdniakow i Włoch Aldo Montano. Na rozgrywanych dwa lata później mistrzostwach świata w Antalyi w 2009 roku zdobył złoty medal, pokonując w finale Rumuna Rareșa Dumitrescu. W zawodach indywidualnych zdobył także srebrne medale na mistrzostwach świata w Paryżu w 2010 roku (w finale przegrywając z Koreańczykiem Won Woo-youngiem) i mistrzostwach świata w Katanii w 2011 roku (w finale ulegając Aldo Montano). Ponadto wywalczył drużynowo złoty medal na mistrzostwach świata w Kazaniu w 2014 roku oraz brązowy na mistrzostwach świata w Moskwie rok później.
Wystartował na igrzyskach olimpijskich w Pekinie w 2008 roku, gdzie w turnieju indywidualnym był dziewiąty. Na rozgrywanych cztery lata później igrzyskach olimpijskich w Londynie zajął piąte miejsce indywidualnie i drużynowo.
Zdobył brąz indywidualnie na mistrzostwach Europy w Kijowie w 2008 roku. Dwa lata później, na mistrzostwach Europy w Lipsku był drugi indywidualnie i trzeci drużynowo. Ponadto zdobył drużynowo srebro na mistrzostwach Europy w Sheffield w 2011 roku oraz brąz na mistrzostwach Europy w Legnano w 2012 roku.
Triumfator turnieju O Szablę Wołodyjowskiego 2010.